# Rozvodna Otrokovice
Rozvodna Otrokovice (zkratkou OTR) se nachází na východním předměstí města Otrokovice, v okrese Zlín v Zlínském kraji. Je jedinou rozvodnou na 400 kV v kraji. Provozuje se v napěťových hladinách 400 a 110 kV.

## Význam
Rozvodna Otrokovice patří k nejvýznamnějším rozvodnám ve Zlínském kraji. Zásobuje města Otrokovice, Zlín a podstatnou část kraje. Část 400 kV provozuje ČEPS, a.s, část 110 kV provozuje EG.D.

## Historie
Rozvodna byla založena v roce 1977 pro zlepšení dodávek elektřiny ve východní části tehdejšího Jihomoravského kraje. Do rozvodny byla připojena smyčka z linky Prosenice - Sokolnice.

## Popis

### Napěťové hodnoty
Rozvodna je provozována v napěťových hodnotách 400 kV a 110 kV. Hladinou 400 kV jsou spojeny rozvodny Prosenice a Sokolnice.

### Transformátory
Transformace 400/110 kV je zajištěna třemi třífázovými transformátory.

### Vedení
Do rozvodny jsou zaústěna následující vedení:

#### Vedení 400 kV – ZVN – zvláště vysoké napětí
- Dvojité vedení V418/V417 Prosenice - Otrokovice/Otrokovice - Sokolnice